# 7804 Boesgaard
7804 Boesgaard è un asteroide della fascia principale. Scoperto nel 1960, presenta un'orbita caratterizzata da un semiasse maggiore pari a 2,4255766 UA e da un'eccentricità di 0,1447474, inclinata di 6,73358° rispetto all'eclittica.
È intitolato ad Ann Merchant Boesgaard, astronoma americana.